# Ogniste Wieże

Ogniste Wieże, 2012.

Ogniste Wieże (azer. Alov qüllələri) – zespół trzech wieżowców w Baku. Ich budowa trwała od 2008 do 2011 roku. Na Ogniste Wieże składają się: wieżowiec południowy, mieszkalny (190 metrów), wieżowiec hotelowy, wschodni (160 metrów) oraz wieżowiec biurowy, zachodni (140 metrów). Wieżowiec południowy jest najwyższym budynkiem w Baku i w Azerbejdżanie. Kompleks znajduje się w centrum starego miasta.
Wieżowce zaprojektowała firma HOK International, a wybudowało przedsiębiorstwo DIA Holding Azerbaijan, promotorem była Azinko Development MMC. Ściany od zewnątrz pokryte są ekranem LED, dzięki czemu możliwe jest tworzenie efektownych wizualizacji widocznych z bardzo odległych punktów miasta.
5 czerwca 2014 roku Lamborghini otworzyło we wschodnim wieżowcu pierwszy w Azerbejdżanie oddział.

## Symbolika
Baku w swej historii wytworzyło kult ognia, który zainspirował kształt budynków. Wieżowce są symbolem połączonej przeszłości i przyszłości Azerbejdżanu. Kształt nawiązuje do wspomnianego uwielbienia ognia i reprezentuje siłę i wieczność.

## Obecność w kulturze popularnej
Kompleks występował w odcinku „Inżynierii ekstremalnej”, a także w grze komputerowej „Battlefield 4”.

## Galeria

Ogniste Wieże...
2015
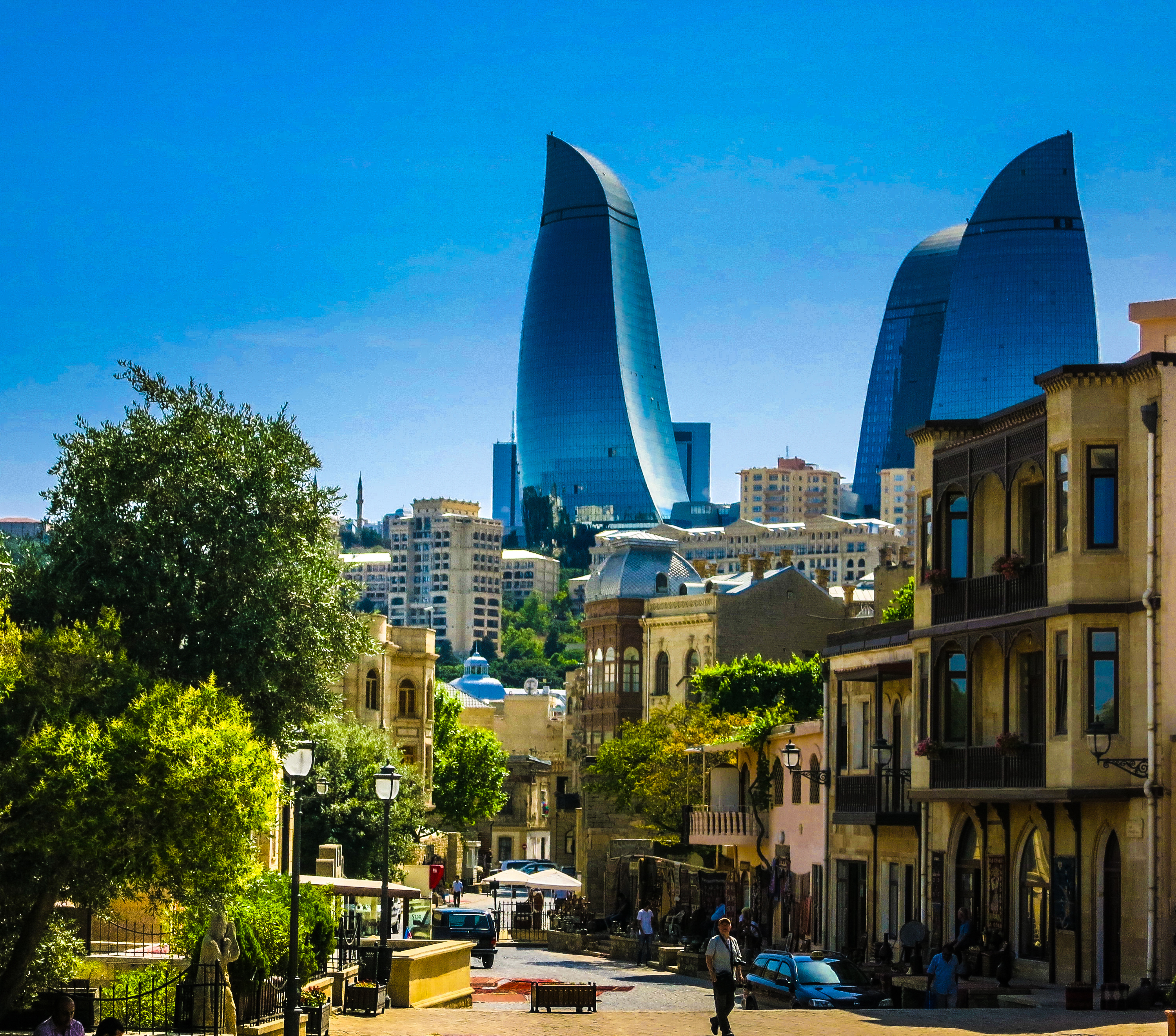
na tle starego miasta w Baku
tradycja i nowoczesność
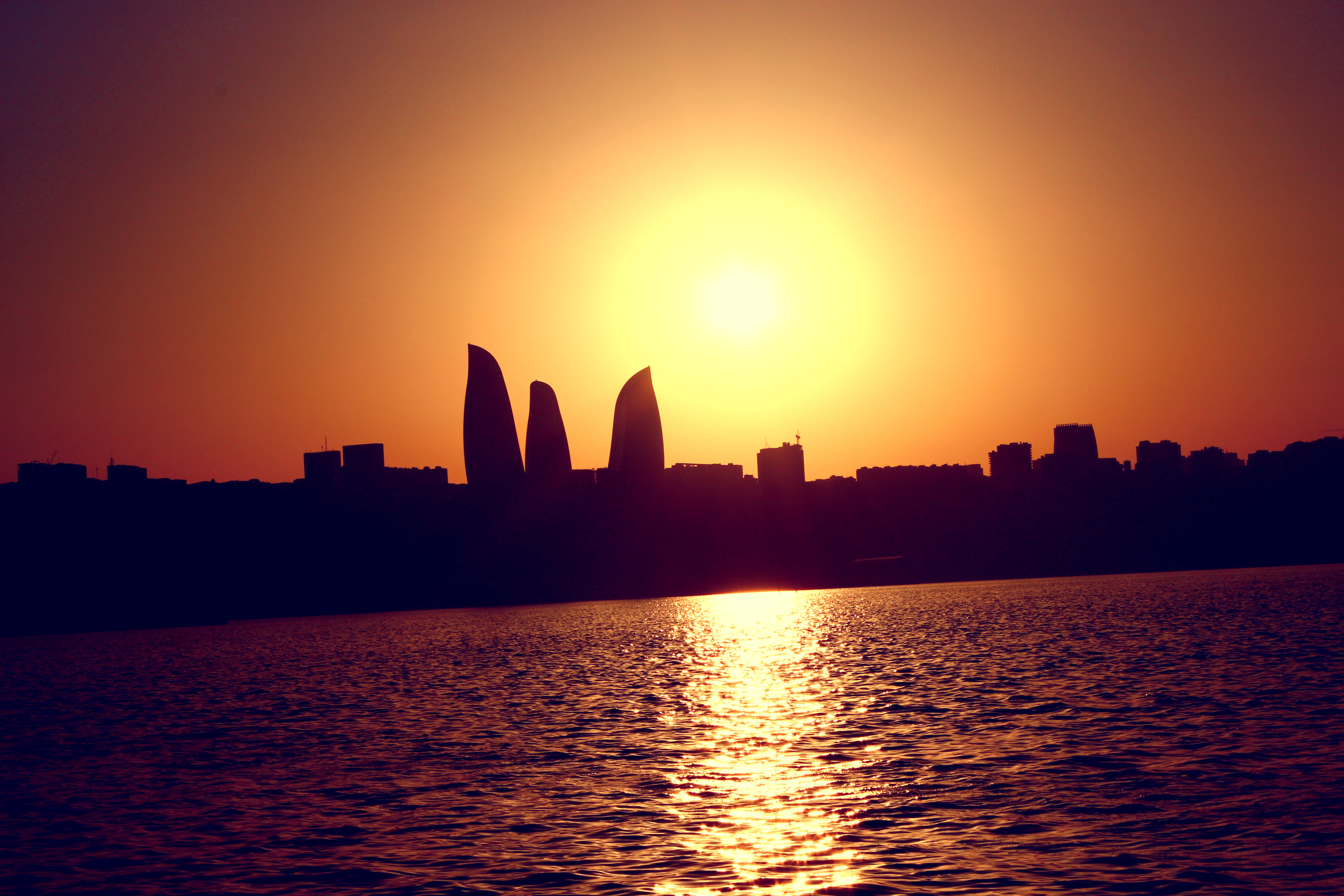
na tle zachodzącego słońca
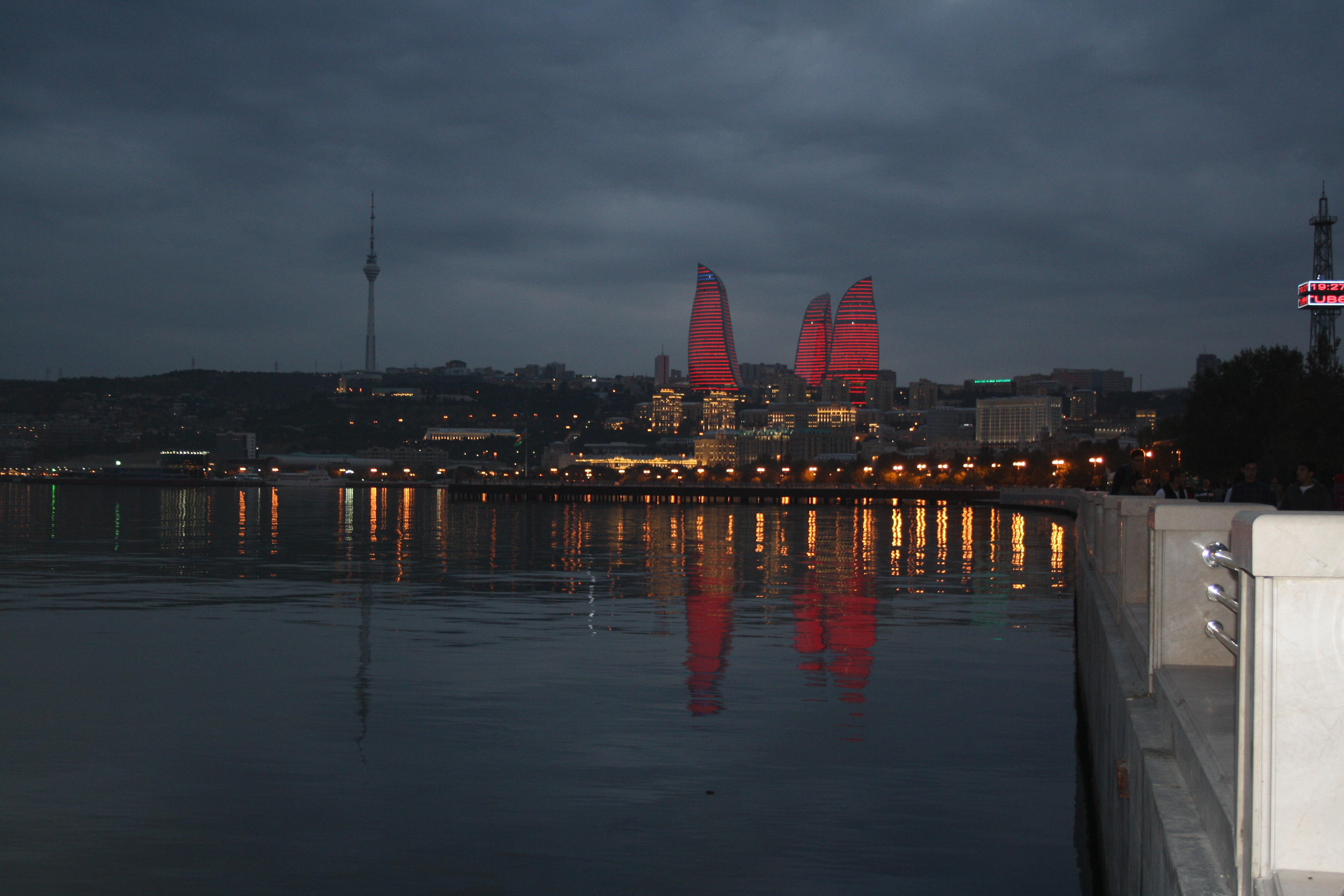
podświetlone w nocy
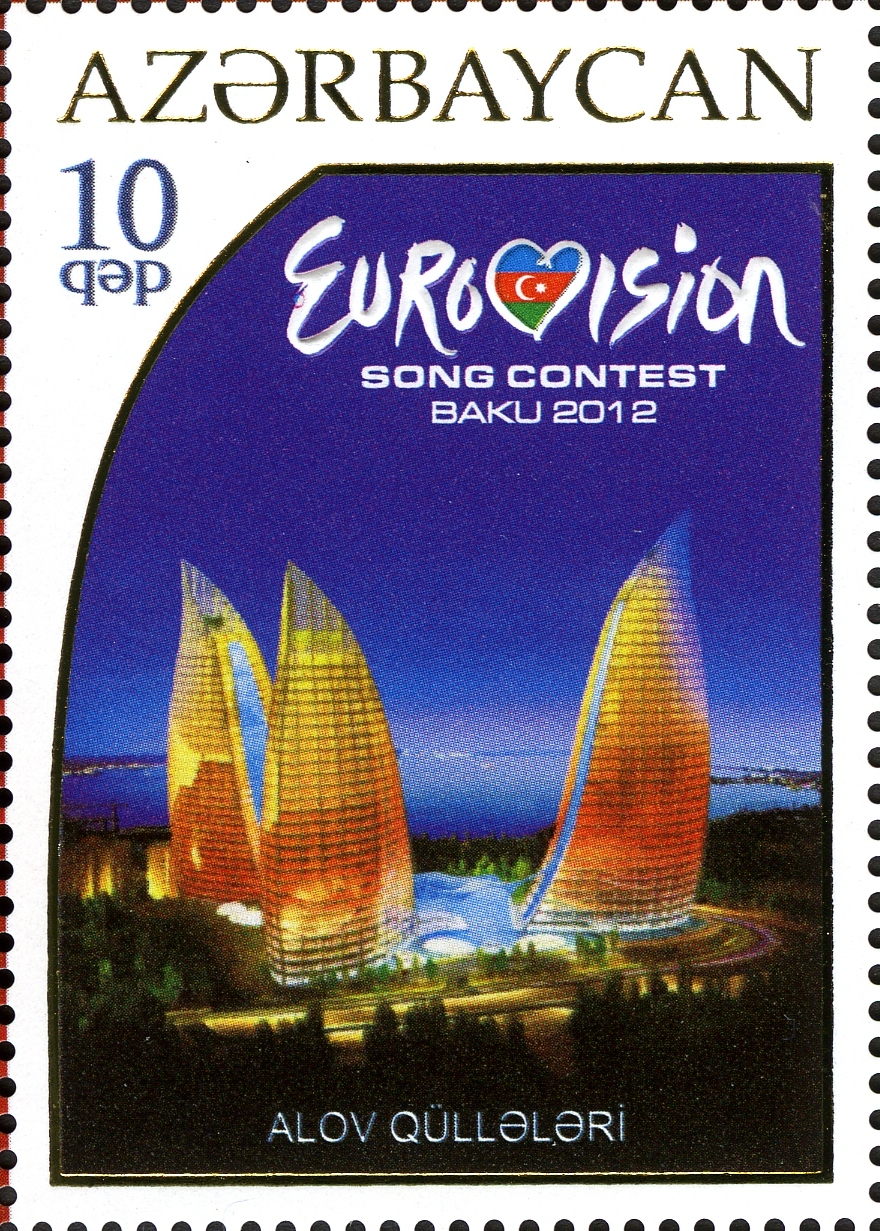
na znaczku pocztowym
widok w nocy z "lotu ptaka"